# Galaxias fontanus
Galaxias fontanus — вид прісноводних корюшкоподібних риб родини Галаксієві (Galaxiidae). Вид є ендеміком річки Свен на сході Тасманії. Максимальна довжина тіла сягає 13,5 см.